# Antonio Maria Mucciolo
Antonio Maria Mucciolo (Castel San Lorenzo, 1º maggio 1923 – San Paolo, 29 settembre 2012) è stato un arcivescovo cattolico italiano naturalizzato brasiliano.

## Biografia
Figlio di Francesco Mucciolo e Angelina Passaro, è nato il 1º maggio 1923 a Castel San Lorenzo, nell'allora diocesi di Capaccio e Vallo ma già l'anno seguente la famiglia si era trasferita in Brasile, prima a San Paolo e poi a Sorocaba.
Nel 1937 è entrato nel seminario dell'arcidiocesi di Botucatu. È stato ordinato presbitero il 4 novembre 1949 da José Carlos de Aguirre, primo vescovo di Sorocaba.
Il 26 maggio 1977 è stato nominato vescovo di Barretos da papa Paolo VI; ha ricevuto l'ordinazione episcopale il 15 agosto 1977 nella cattedrale di Sorocaba dall'arcivescovo Carmine Rocco, nunzio apostolico in Brasile, coconsacranti José Melhado Campos, vescovo di Sorocaba, e José Varani, vescovo di Jaboticabal.
Ha preso possesso canonico della diocesi il 3 settembre successivo.
Il 30 maggio 1989 è stato nominato arcivescovo di Botucatu da papa Giovanni Paolo II e si è insediato il 9 settembre dello stesso anno.
In quell'arcidiocesi ha creato innumerevoli parrocchie e costruito la “Casa di cura d'Ars” per ospitare sacerdoti anziani e malati.
Papa Giovanni Paolo II ha accettato le sue dimissioni dal governo pastorale dell'arcidiocesi il 7 giugno 2000.
Monsignor Mucciolo, che era un noto comunicatore, è stato cofondatore e presidente della rete televisiva Rede Vida su cui teneva un programma di interviste chiamato "Frente a Frente con Dom Antonio".
È morto in un ospedale di San Paolo il 29 settembre 2012; è stato sepolto nella cattedrale di Botucatu.

## Genealogia episcopale e successione apostolica
La genealogia episcopale è:
- Cardinale Scipione Rebiba
- Cardinale Giulio Antonio Santori
- Cardinale Girolamo Bernerio, O.P.
- Arcivescovo Galeazzo Sanvitale
- Cardinale Ludovico Ludovisi
- Cardinale Luigi Caetani
- Cardinale Ulderico Carpegna
- Cardinale Paluzzo Paluzzi Altieri degli Albertoni
- Papa Benedetto XIII
- Papa Benedetto XIV
- Papa Clemente XIII
- Cardinale Marcantonio Colonna
- Cardinale Giacinto Sigismondo Gerdil, B.
- Cardinale Giulio Maria della Somaglia
- Cardinale Carlo Odescalchi, S.I.
- Cardinale Costantino Patrizi Naro
- Cardinale Lucido Maria Parocchi
- Papa Pio X
- Cardinale Gaetano De Lai
- Cardinale Raffaele Carlo Rossi, O.C.D.
- Cardinale Amleto Giovanni Cicognani
- Arcivescovo Carmine Rocco
- Arcivescovo Antonio Maria Mucciolo

La successione apostolica è:
- Vescovo Salvatore Paruzzo (1999)